# PDF417

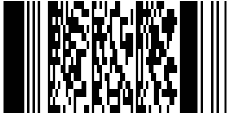
Das Wort „Wikipedia“ als PDF417-Barcode

PDF417 (PDF steht für „Portable Data File“) ist ein 2D-Barcode und wurde 1991 von Ynjiun Wang bei Symbol Technologies entwickelt.
Die gestapelten Barcodetypen erfordern beim Lesen die vollständige Kongruenz von Abtastlinie und Codesymbol bzw. Codezeile. Diese Einschränkung verringert die erzielbare Informationsdichte, da größere Codehöhen gedruckt werden müssen, als aus theoretischer Sicht notwendig erscheint.
Der Code PDF417 trägt diesem Umstand Rechnung, indem der Codeaufbau die automatische Registrierung und Verarbeitung von Zeilenwechseln durch Schrägabtastung berücksichtigt und beherrschbar macht. Hierdurch wird es möglich, trotz der real existierenden Winkeltoleranzen beim Abtastvorgang eine drastische Verringerung der Codehöhe der gedruckten Codierung und dementsprechend eine deutliche Vergrößerung der Informationsdichte zu erzielen.
Die Eigenschaften dieser Codierung sind zusammengefasst:
- automatische Diskrimination von Zeilensprüngen,
- Möglichkeit der Fehlerkorrektur,
- Trennung von Kanal- und Quellenkodierung über separate Zuordnungstabellen,
- anwendungsspezifische Konfiguration der Coderedundanz (Sicherheitsstufen).

Code PDF417 definiert die drei Standardbetriebsarten: ASCII, Binärmodus und numerischer Modus und enthält weitere neun anwenderspezifische Betriebsarten. In der ASCII-Betriebsart codiert ein Codewort zwei alphanumerische Zeichen, in der numerischen Betriebsart sogar drei Ziffern.
Basis des PDF417 ist eine (17,4,6)-Quellencodierung mit vier Balken und vier Lücken, aufgeteilt auf 17 Module. Die maximale Elementbreite beträgt sechs Module. Ein PDF417-Abdruck kann so maximal 2000 8-bit-Zeichen enthalten.
Ein typischer Abdruck ist 3–4 Quadratzoll groß (entspricht ungefähr 19–26 cm²) und erzielt eine typische Datendichte von 100 bis 300 Byte per square inch (entspricht 15,5 bis 46,5 Byte je cm²).
Die verfügbaren Muster sind in drei Gruppen, sogenannte Clusters unterteilt. Codewörter, die in derselben Zeile angeordnet sind, entstammen derselben Gruppe. Mit jeder dritten Zeile wird ein Clustertyp wiederholt. Durch diese Zeilenmarkierung wird die automatische Zeilendiskriminierung realisiert. Bei Schrägabtastung registriert der Decoder des Lesegerätes den Wechsel der Codegruppe (Cluster) und berücksichtigt dies bei der Interpretation der eingelesenen Informationen. Die Restriktion einer vollständigen Abtastung einer Codezeile ist somit reduziert auf die Abtastung eines vollständigen Zeichens.
Als weitere codierungstechnische Eigenschaft verfügt PDF417 über die Möglichkeit der Fehlererkennung und -korrektur. Ein PDF417-Lesesymbol enthält zu diesem Zweck zwei Prüfworte zur Fehlererkennung und eine variable Anzahl an Korrekturwörtern. Die Datensicherung kann in neun Stufen konfiguriert werden. Stufe 0 erlaubt keine Korrektur (also nur Fehlererkennung), Stufe 8 lässt die vollständige Rekonstruktion von maximal 510 zerstörten Codewörtern bei einem Lesesymbol bestehend aus 925 Codewörtern zu. Diese Sicherheitsstufe bedingt durch die Einfügung von Prüfwörtern allerdings eine Verringerung der Informationsdichte.

## Verwendung

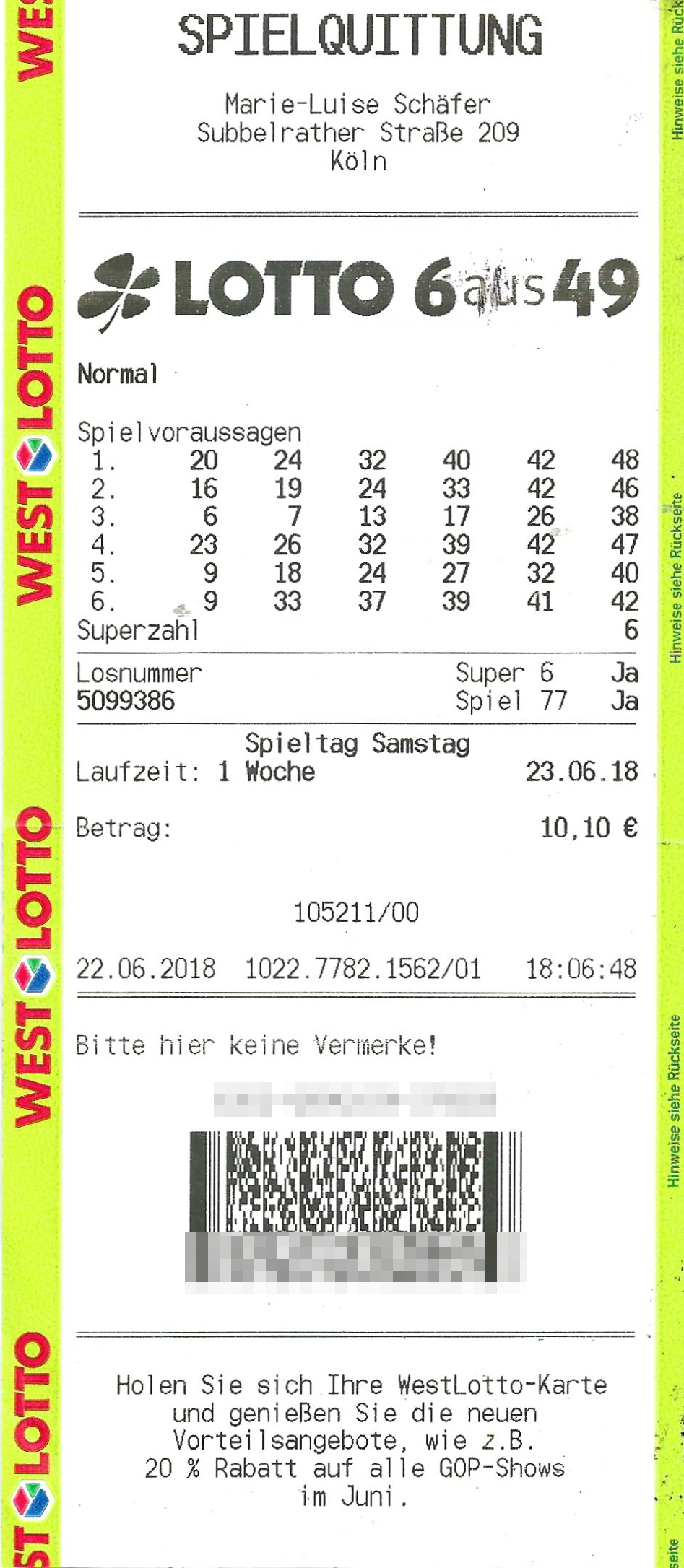
PDF417-Barcode auf einem Lottoschein

Verwendet wird der Codetyp u. a. von der Agentur für Arbeit, um Manipulationen (am Versanddatum) von Fragebögen zu unterbinden, sowie auf Bordkarten im Flugverkehr, auf Lotto-Quittungen und auf Arbeitsunfähigkeitsbescheinigungen zur Maschinenlesbarkeit durch die Krankenkassen. Maschinenlesbare ID-Karten zahlreicher Länder verwenden Information in PDF417 zur Codierung von Informationen wie Fingerabdrücke o. ä. Auch der schweizerische eSteuerauszug, der natürlichen Personen mit Steuerdomizil Schweiz von den Finanzinstituten für die Zwecke des Privatvermögens zur Verfügung gestellt wird, verwendet gemäß des Standards eCH-0196 den Codetyp PDF417.